# Pelourinho
El Pelourinho és el nom del centre històric de Salvador capital de l'estat brasiler de Bahia, localitzada a la Cidade Alta. Està inscrita a la llista del Patrimoni de la Humanitat de la UNESCO des del 1985.
Posseeix un conjunt arquitectònic colonial (barroc portuguès) preservat, on hi ha milers de cases dels segles xvi, XVII i XVIII amb carrers de llamborda. És el major patrimoni barroc d'Amèrica Llatina; una barreja d'estil colonial amb influències africanes, on en l'actualitat es desenvolupa una gran activitat cultural.
Entre esglésies, fortaleses i monuments, hi ha gairebé 500 edificacions (365 esglésies, una per a cada dia de l'any).
El Pelourinho és una de les visites obligades de Salvador i del Brasil, ha estat restaurat a finals del segle passat i està tenint un fort procés de revitalització. Essent aquest un pol d'atracció econòmica de la ciutat, on la indústria turística s'està desenvolupant de forma important.
El nom de Pelourinho, ve del portuguès i era una columna on es castigaven els esclaus i els lladres.
Des de l'extrem oest del Pelourinho acaba amb una paret natural de 90 m d'alçada, on hi ha una de les millors vistes de la Badia.
Està ple d'indrets per menjar la cuina bahiana.

## Història
La història del barri està íntimament lligada a la història de la mateixa ciutat, fundada el 1549 per Tomé de Sousa, primer governador general del Brasil, quan Joan III de Portugal era el monarca, que va escollir el lloc on es localitza el pelourinho per la seva ubicació estratègica això fou per l'alçada, a prop del port, de la regió comercial i amb una barrera natural constituïda per una elevació abrupta del terreny, veritable muralla de fins a 90 metres d'alçada per 15 km d'extensió facilitant així la defensa de la ciutat.
Era un barri bàsicament residencial, on es concentraven les millors cases, fins a començaments del segle xx. A partir de la dècada de 1960, el Pelourinho va patir un gran procés de degradació, amb la modernització de la ciutat i la transferència d'activitats econòmiques a altres barris de la capital bahiana, i la zona del centre històric en un lloc de marginalitat.
Aquesta situació començà a redreçar-se amb el nomenament de Patrimoni Mundial de la Humanitat i amb la restauració que es va fer als anys 90.

## Entitats
Al Pelourinho hi ha diferents entitats que hi tenen la seva seu, com ara:
- Casa de Jorge Amado
- Grupo Gay da Bahia
- Instituto del Patrimonio Artístico y Cultural (IPAC).

## Pelourinho avui
Avui dia el Pelourinho, al cor del centre històric de la ciutat, és un gran centre comercial a l'aire lliure, ja que ofereix nombroses atraccions artístiques i musicals. Hi ha una concentració de bars, restaurants, botigues, museus, teatres, esglésies i altres monuments de gran valor històric, tots situats a la zona del Pelourinho. Ara és un reviscut i colorit Pelourinho, ple d'activitats i esdeveniments culturals, especialment a la nit i durant el dia Pelourinho hi ha un projecte que es realitza a moltes places i carrers del barri.
El programa, que és gratuït, porta esdeveniments públics diaris com ara actuacions musicals, balls i obres de teatre que agraden a tota mena de gustos. També hi ha els assajos del grup Olodum, cada dimarts i diumenge. El grup els Fills de Gandhi també tenen pràctiques allà en els mesos previs al Carnaval.